# Sword of the Stranger
Pour les articles homonymes, voir The Stranger.
Pour plus de détails, voir Fiche technique et Distribution.
Sword of the Stranger (ストレンヂア 無皇刃譚, Sutorenjia Mukō Hadan) est un film d’animation japonais réalisé par Masahiro Andō et produit par le studio Bones, sorti en 2007.

## Résumé
Le récit se déroule dans le Japon de l'époque Sengoku, en pleine période de guerres civiles. Un temple se fait attaquer. un jeune orphelin, Kotarō, s'échappe, et le moine Shoan lui conseille de se rendre au temple de Mangaku, dans le pays de Shirato, retrouver l'abbé Zekkai. Il lui donne une pierre précieuse pour l'aider.
Kotarō fait le trajet seul, accompagné de son chien Tobimaru. Il vole pour survivre. Il rencontre un rōnin appelé Nanashi — ce qui en japonais signifie « sans nom ». Peu de temps après cette rencontre, des samouraïs au service du seigneur Akaike tentent de s'emparer de Kotarō, mais Nanashi intervient et les tue : il s'avère être un bretteur hors pair.
Tobimaru est gravement blessé au cours du combat en voulant sauver Nanashi. Kotarō propose alors la pierre précieuse à Nanashi en échange de quoi, il doit sauver Tobimaru et l'accompagner jusqu'au temple de Mangaku. Nanashi accepte, et amène le chien chez un médecin, qui réussit à le sauver.
Le seigneur Akaike a conclu un marché avec une milice venue de Chine, envoyée par l'empereur : il est chargé de capturer Kotarō. Cette milice est dirigée par maitre Bai-Luan, qui fait construire un autel gigantesque. Leur but est de produire l'élixir procurant l'immortalité, ce qui nécessite le sang de Kotarō récupéré lors d'un sacrifice. Parmi les membres de la milice, se trouve Luo-Lang, un redoutable guerrier.
Ignorant la raison de l'intérêt de la milice pour Kotarō, Akaike trahi la milice, et organise une mise en scène destinée à faire croire qu'un membre de la milice est mort, alors qu'il le fait prisonnier et le torture pour obtenir le renseignement. Cependant, Luo-Lang n'est pas dupe.
Au temple de Mangaku, l'abbé Zekkai accepte de livrer Kotarō lorsqu'il arrivera, sous la menace de la destruction du temple. Kotarō et Nanashi finissent par arriver au temple. La pierre précieuse change de main, et ils se séparent. Grâce à Zekkai, deux membres de la milice arrivent à capturer Kotarō, et repartent à cheval vers l'autel. Nanashi les aperçoit partir avec le garçon, mais n'arrive pas à les rattraper. Il enquête au temple et apprend que Kotarō va être sacrifié le soir même. Il part alors sur les traces des kidnappeurs.
Pour s'assurer que le sacrifice se déroule selon son plan, Bai-Luan kidnappe le seigneur Akaike, pensant empêcher les japonais d'attaquer. Mais cette précaution n'arrête pas Itadori — un des chefs militaires de Akaike — de rassembler des hommes armés, et de se rendre à l'autel. La milice exhibe Akaike ligoté pour empêcher l'attaque. Mais désirant prendre la place de son seigneur, Itadori le trahit et fait tuer Akaike par son second d'une flèche avant de donner l'attaque.
Nanashi arrive pendant la bataille, sauvant Kotarō in extremis. Les hommes d'Itadori se font massacrer, ce dernier est également tué par Luo-Lang. Armé d'un fusil, Bai-Luan tente de récupérer l'enfant en tuant Nanashi, mais Luo-Lang l'en empêche en lui coupant les bras, préférant affronter Nanashi à l'épée. Le combat s'ensuit, et Luo-Lang se fait tuer tandis que Nanashi évite la mort de justesse, grâce à la pierre précieuse qui bloque l'épée de son adversaire.
Finalement, Nanashi est emmené à cheval par Kotarō, perdant du sang sur le chemin.

## Contexte historique
L’univers de « Sword of the Stranger » est très particulier car le récit se déroule pendant l’une des périodes les plus obscures de l’histoire du Japon, l’ère « Sengoku ». Elle est caractérisée par l’effacement total de toute autorité centrale et d’incessantes guerres entre seigneurs locaux.

## Personnages
Nanashi
Autrefois guerrier émérite sous les ordres d’un seigneur, Nanashi a décidé de ne plus se battre à la suite des horreurs de la guerre. Il va rencontrer Kotarō, un jeune orphelin et devenir son garde du corps.
Kotarō
Renfermé sur lui-même et mystérieux, Kotarō est un jeune orphelin qui a été recueilli par un moine et qui trouve refuge dans son temple. Il est recherché par une mystérieuse milice venant de Chine. Il rencontre un rōnin sans nom et l’embauche comme garde du corps contre la pierre précieuse que lui a donnée le moine. Dès cet instant, ils décident de faire route ensemble.
Luo-Lang
Luo-Lang est un guerrier solitaire d’une grande dextérité. Il est membre de la milice venue de Chine pour capturer Kotarō  et en est le guerrier le plus redoutable. Sa couleur de cheveux, ses yeux bleus et ses traits trahissent son ascendance européenne.
Shōgen
Shōgen est un seigneur avide de dominer tout le pays. Il semble avoir déjà rencontré Nanashi dans le passé et avoir un lien spécial avec lui.
Byakuran
Le leader de la milice Ming. Il est mandaté par l’empereur de Chine pour ramener Kotarō dans son pays. Il est totalement dédié à son maître, n’utilisant ses hommes, y compris Luo-Lang, que pour arriver à ses fins.
Shōan
Shōan est un moine qui est parti en Chine pour poursuivre son apprentissage. Là-bas, il y rencontre Kotarō, un jeune orphelin. Compatissant à son sort, il décide de le recueillir et le ramener au Japon.

## Fiche technique
- Animation : Bones
- Réalisation : Masahiro Andō
- Musique : Naoki Sato
- Photographie : Yohei Miyahara
- Production : Masahiko Minami
- Sociétés de distribution :  Bandai Visual ;  Beez Entertainment ;  Bandai Entertainment
- Langue : japonais

## Distribution
| Personnages     | Voix japonaises  | Voix françaises      |
| --------------- | ---------------- | -------------------- |
| Nanashi         | Tomoya Nagase    | Francisco Gil        |
| Kotarō          | Yuri Chinen      | Nathalie Bienaimé    |
| Luo-Lang        | Kōichi Yamadera  | Jochen Haegele       |
| Shōgen Itadori  | Akio Ōtsuka      | Loïc Houdré          |
| Bai-Luan        | Atsushi Ii       | Gérard Rouzier       |
| Shoan           | Naoto Takenaka   |                      |
| Seigneur Akaike | Unshō Ishizuka   |                      |
| Feng Wu         | Hirofumi Nojima  | Vincent de Bouard    |
| Isaogai         | Tomoyuki Shimura | Emmanuel Gradi       |
| Jutōra          | Mamoru Miyano    | Jean-Adrien Espiasse |
| Zekkai          | Jun Hazumi       | Jacques Albaret      |
| Hagihime        | Maaya Sakamoto   |                      |
| Suishin         | Kōhei Fukuhara   |                      |
| Fuchinobe       | Takurō Kitagawa  |                      |

Version française :
- Directeur artistique : Jacques Albaret[1]
- Adaptation des dialogues : Philippe Mestiri[1]

## Festivals et prix
Sword of the Stranger a été présenté dans divers festivals internationaux depuis sa sortie. Voici la liste des festivals dans lesquels il est apparu, ou doit apparaître :
- Leeds International Film Festival[2]
- Asia Pacific Screen Awards, nommé[3]
- Asia Filmfest[4]
- Sci-Fi London's Oktoberfest[5]
- Fantaspoa[6] à Porto Alegre au Brésil où il a reçu le prix du meilleur film
- Festival du film fantastique d'Amsterdam[7]
- Camera Japanen en Hollande[8]
- Future Film Festival[9] de Bologne en Italie où il a reçu la mention spéciale du jury
- Oslo International Film Festival[10]
- Festival international du film d'animation à Annecy, en France

## Réception critique et populaire
Sword of the Stranger est sorti en 2008 dans un nombre limité de salles aux États-Unis (Los Angeles, New York…) et a été très bien accueilli par la critique aussi bien que par le public. Une ressortie nationale dans plus de 360 salles a donc été entreprise par son distributeur Bandai Entertainment le 5 février 2009.
En Europe, le film a été distribué au cinéma et sur supports vidéo par Beez Entertainment.
Justin Sevakis, rédacteur en chef du site de référence en langue anglaise sur l’animation japonaise, Anime News Network, lui a attribué un A-, en l'accompagnant de cette élogieuse critique : 

« Des scènes d’action à couper le souffle, qui agrémentent une histoire passionnante et sensée. »

Dans sa critique pour la sortie japonaise du film, le journal AnimeLand décrit Sword of the Stranger comme : 

« [...] un film de sabre surboosté, passionnant, d’excellente qualité, qui apporte de surcroît une touche personnelle et émouvante au genre. »

De plus, sa tournée des festivals européens a laissé une impression très forte parmi les amateurs d’animation japonaise et les journalistes, dont une note moyenne de 4,07/5 parmi les spectateurs du festival Camera Japan en Hollande et des réactions très positives à la nuit de l’animation du festival Sci-Fi de Londres.

## Sortie
Sword of the Stranger est sorti sur les écrans japonais le 29 septembre 2007. Les éditions DVD et Blu-Ray sont elles disponibles en version simple et limitée depuis le 11 avril 2008.